# Trì Quốc thiên vương

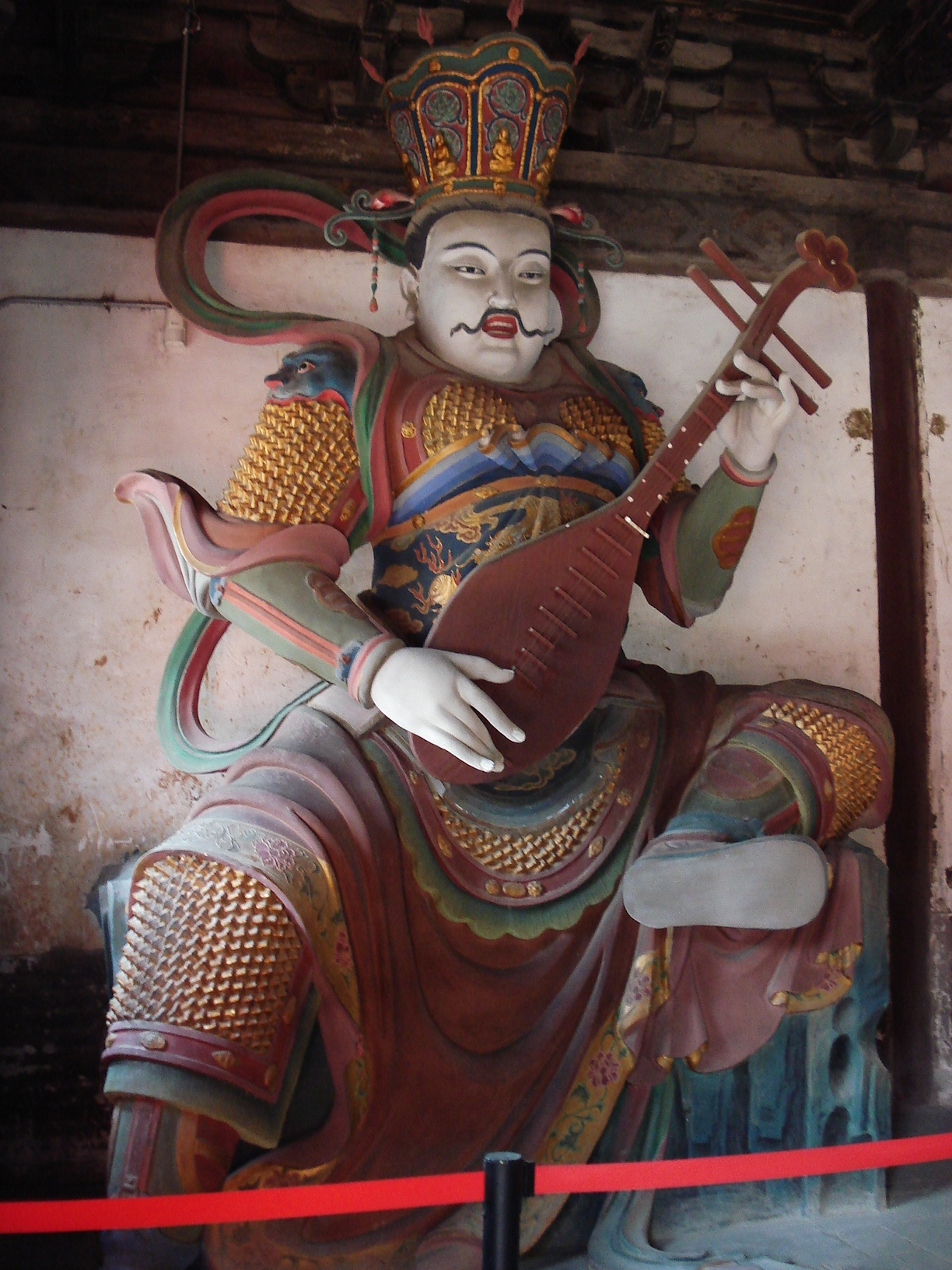
Tượng Trì Quốc Thiên Vương gảy tỳ bà

Trì Quốc Thiên Vương (chữ Phạn: dhṛtarāṣṭra; chữ Hán: 持國天王) là một trong bốn vị thần quan trọng mang danh hiệu Tứ Đại Thiên Vương trong tôn giáo truyền thống Đạo Giáo và Phật giáo Trung Quốc có nguồn gốc từ Ấn Độ. Đây là vị thần trấn phương Đông, giúp bảo hộ chúng sinh, hộ trì quốc thổ, nên còn được gọi là Đông phương Thiên vương.

## Trong tôn giáo Ấn Độ
Trong tôn giáo Ấn Độ, vị thần này có tên là Dhṛtarāṣṭra (tiếng Sanskrit: धृतराष्ट्र) hoặc Dhataraṭṭha (tiếng Pali: धतराथ्थ), được phiên âm Hán Việt là Đa La Sất. Đây là một trong 4 vị thiên tướng trong tôn giáo Bà la môn được du nhập vào Phật giáo Ấn Độ, trở thành một vị Hộ thế (phiên âm Sanskrit: lokapāla), trấn giữ phương Đông của cõi trời thứ nhất trong Dục giới, có nhiệm vụ bảo hộ chúng sinh và bảo vệ quốc thổ.
Cũng như các Hộ pháp khác, trong văn hoá Trung Quốc ông được mô tả thân mình mặc giáp trụ. Tuy nhiên, thân hình màu trắng, tay cầm đàn tỳ bà, biểu thị sự vui vẻ, dùng âm nhạc giáo hóa chúng sinh.
Khi Phật giáo Ấn Độ được truyền bá ra nước ngoài, tên vị Hộ pháp này được bản địa hóa theo tên gốc. Như tại Tây Tạng, vị Hộ pháp này được phiên âm thành yul.'khor.srung (Yülkhorsung); tại Thái Lan, là Thao Thatarot (chữ Thái: ท้าวธตรฐ).

## Trong tôn giáo vùng Đông Á
Khi Phật giáo được du nhập vào Trung Hoa, vị thần này được dịch theo ý nghĩa tên gọi, thành Chí Guó Tiān Wang (chữ Hán: 持國天王), với ý nghĩa là "vị thiên vương bảo hộ thế giới". Từ đó, theo từng vùng chịu ảnh hưởng của Phật giáo Đại thừa Trung Hoa, tên gọi vị thần này được phiên âm khác nhau. Tại Nhật, vị thần này được gọi là Jikoku-ten (Kanji: 持国天); tại Hàn Quốc là Jiguk-cheonwang (Hangul: 지국천왕). Tại Việt Nam, tên gọi vị thần phiên âm thành Trì Quốc Thiên Vương.
Trì Quốc Thiên Vương là vị Thiên vương cư ngụ tại ngọn Hoàng Kim núi Kiên Đà La cạnh núi Tu Di, thân mặc giáp trụ, tay cầm tỳ bà, bảo hộ Phật pháp, giữ Đông Thắng Thần Châu, là vị Thiên Vương thứ tư trong hàng Nhị Thập Chư Thiên.
Theo thời gian, với sự ảnh hưởng của Phật giáo Đại thừa, Tứ Đại Thiên Vương cũng được hóa thân thành những vị thần canh giữ Thượng giới, nơi mà Ngọc Hoàng Thượng đế ngự trị trong thần thoại Trung Hoa. Trì Quốc Thiên Vương trấn phương Đông, thuộc giáp ất Mộc, mang sắc Lục, tay cầm tỳ bà, biểu tượng điều hòa, âm điệu, nên còn được mệnh danh cho chữ "Điều" (調).

## Các pháp khí thường thấy
Sự biến đổi theo văn hóa đã làm xuất hiện sự mô tả khác nhau về các pháp khí của Tứ Đại Thiên Vương. Tuy nhiên, Trì Quốc Thiên Vương là vị ít thay đổi nhất. Một số pháp khí thường được mô tả chung với hình tượng ngài:

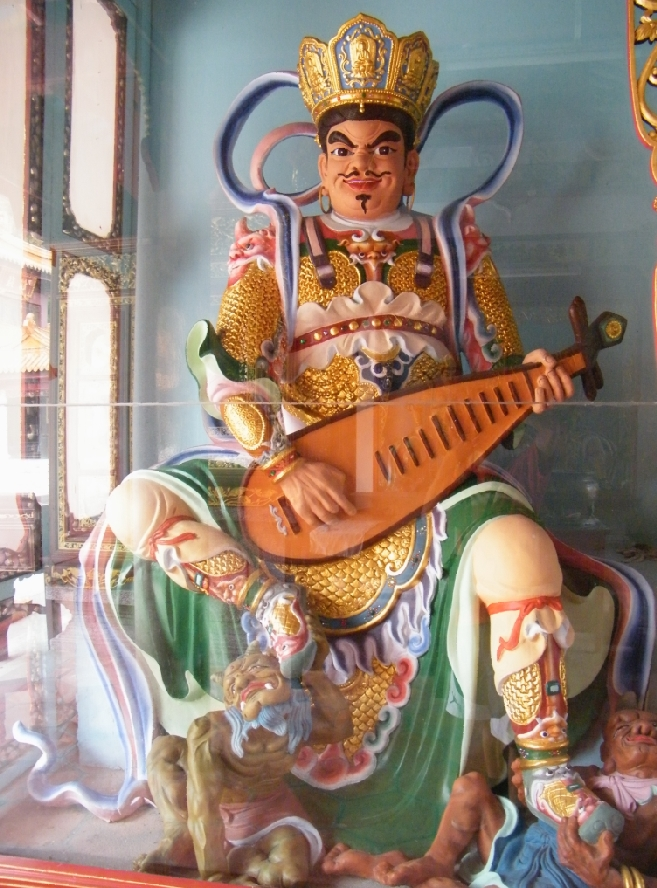
Tượng Trì quốc thiên vương tại một ngôi đền ở Trung Quốc

- Đàn tỳ bà
- Chuột thần (Hoa Hồ Điêu)
- Kiếm thanh vân
- Dù hỗn nguyên

## Văn hóa đại chúng
Trong Tây Du Ký, Trì Quốc Thiên vương không được mô tả hình dáng hay chi tiết, ngoài một số lần giáp chiến với Tôn Ngộ Không cùng các vị thiên vương khác như các lần bao vây ở Hoa Quả sơn, Đại náo thiên cung.
Trong Phong thần diễn nghĩa mô tả Trì Quốc Thiên Vương xuất thân tên là Ma Lễ Thọ, là người đứng cuối trong "Ma gia Tứ tướng", theo phò nhà Thương dưới trướng Hoàng Phi Hổ, sau vâng lệnh vua Trụ đem quân chống lại Tây Kỳ của Võ Vương. Ma Lễ Thanh thường dùng giáo dài, không cưỡi ngựa, trong mình mang kiếm báu gọi là Thanh Vân kiếm. Thanh kiếm này có mang bùa, giữa có khắc bốn chữ địa, thủy, hỏa, phong; khi chỉ kiếm niệm chú thì lửa và gió cùng nổi lên một lúc, giết hại quân đối phương. Tuy vậy, Ma Lễ Thọ cùng anh em Ma gia Tứ tướng đều bị tử trận, về sau được phong làm Đông Thiên Vương cai quản Thiên Môn.